# Buford, Wyoming
Buford là một cộng đồng chưa hợp nhất nằm trong Quận Albany, tiểu bang Wyoming, Hoa Kỳ. Nó nằm giữa Laramie và Cheyenne trên Xa lộ Liên tiểu bang 80. Buford nằm trên độ cao 8000 ft (2500 mét), trở thành cộng đồng cao nhất trên Xa lộ Liên tiểu bang 80. Cộng đồng này được đặt tên Buford để vinh danh thiếu tướng John Buford.
Năm 2013, khu vực này được đổi tên là PhinDeli một cách không chính thức nhằm quảng cáo thương hiệu của chủ nhân, với ý nghĩa ly cà phê ngon, một từ ghép giữa Phin là công cụ pha độc đáo của cà phê Việt và Deli là viết tắt của Delicious, có nghĩa là ngon.

## Lịch sử
Buford được thành lập vào năm 1866, nó được thành lập trong thời gian xây dựng tuyến đường xe lửa liên lục địa Transcontinental Railroad tại Wyoming. Vào lúc đó, thị trấn chứa một dân số khoảng 2000 công nhân lưu động.
Trong thời gian diễn ra cuộc nội chiến ở Mỹ, một vị tướng có tên John Buford - người đóng vai trò quan trọng trong chiến thắng của phe miền Bắc - đã đi qua nơi này và tên của ông được lấy làm tên địa danh cho thị trấn.
Khi đường xe lửa được xây từ từ về phía tây Hoa Kỳ thì các công nhân này cũng di chuyển theo về phía tây vì thế dân số của Buford cũng thu nhỏ lại kể từ đó. Năm 1880 một nhà bưu điện được xây dựng ở đó.
Cũng có một số tờ báo cho rằng, Buford ra đời vào năm 1867, và dù thành lập năm 1866 hay 1867 thì Buford cũng là thị trấn lâu đời thứ hai của tiểu bang Wyoming.
Thị trấn này cũng có sự hiện diện và thăm viếng của Tổng thống Ulysses S. Grant, Tổng thống Franklin Roosevelt, và tên cướp khét tiếng Butch Cassidy.

## Địa lý
Buford nằm trên độ cao 8000 ft (2500 mét), trở thành cộng đồng cao nhất trên Xa lộ Liên tiểu bang 80. Ở đây có khí hậu khắc nhiệt là một lý do khiến nhiều người không muốn lưu lại lâu ở Buford. Thị trấn Buford nằm giữa hai thị trấn sầm uất hơn là Laramie và Cheyenne. Thị trấn này nằm ven đường liên bang Interstate 80 nối New York và San Francisco.

## Cơ sở hạ tầng và kinh tế
Thị trấn cũng có một tháp điện thoại di động và khoảng 4 héc-ta đất, nó có hòm thư và mã bưu điện riêng. Thị trấn này cũng có một trường học, một trạm xăng dầu diesel hoạt động 24/24, một ngôi nhà 3 phòng ngủ với một túp lều và một tiệm tạp hoá nó là một cửa hàng tiện ích có bán kem, các mặt hàng phục vụ cho hoạt động cắm trại, và dịch vụ trông xe cho khách. Ngoài ra, ở đây còn có bán những mặt hàng như còi làm từ sừng nai...
Tâm điểm của Buford là một trung tâm thương mại mang tên Buford Trading Post, nơi bán các loại hàng hóa như xăng và thực phẩm phục vụ du khách từ khắp mọi miền nước Mỹ đi qua nơi này. Buford Trading Post là nguồn thu nhập chính của gia đình Sammons vì từ Buford đến địa điểm có bán hàng gần nhất cũng là 25 dặm cho nên hàng hóa và dịch vụ ở đây cấp gần như là lựa chọn duy nhất cho những người đến Buford. Việc kiếm tiền chủ yếu từ du khách đến thăm hai công viên cách Buford 6 dặm và một khu rừng quốc gia cách đó 12 dặm.
Dù vậy, tình hình kinh doanh ở đây đang đi xuống khoảng 50% kể từ năm 2009 - thời điểm kiếm được 1,2 triệu USD/năm. Năm ngoái, tổng tiền thu đạt 700.000 USD và năm nay chỉ còn 600.000 USD. Dân chúng càng ngày càng ít đi du lịch và chủ yếu chỉ có xăng là tiêu thụ đều.

## Dân cư
Cộng đồng chỉ có một cư dân, Giống như Monowi, Nebraska (là một thị trấn hợp nhất), nó là địa phương nhỏ nhất tính theo dân số tại Hoa Kỳ. Thị trưởng Don Sammons, cư dân duy nhất của nó suốt 32 năm qua (tính từ đến năm 2012), cũng là người điều hành Trạm mậu dịch Buford.
Tại đây từng có khoảng 2000 cư dân sinh sống. Tuy nhiên nhiều năm trước, khi tuyến đường tàu hỏa qua đây đóng cửa, người dân dần bỏ đi và đến nay chỉ còn lại duy nhất ông Don Sammons. Ông cùng vợ con chuyển tới sống tại đây vào năm 1980 trước khi người vợ qua đời năm 1995. Cách đây 5 năm con trai ông cũng rời đi và hiện ông chỉ còn lại một mình.

## Chuyển nhượng
Thị trấn được đem ra bán đấu giá sau khi thị trưởng cũng là cư dân duy nhất quyết định về hưu. Người mua thị trấn này nhận được căn nhà, Trạm mậu dịch Buford và ngôi nhà từng làm trường học. Hai người đàn ông từ Việt Nam không rõ danh tính trúng đấu giá và mua thị trấn này vào ngày 5 tháng 4 năm 2012. Báo Tuổi trẻ đưa tin người thắng thầu là ông Phạm Đình Nguyên, tổng giám đốc Công ty Dịch vụ phân phối tổng hợp quốc tế (IDS) Thị trấn này được sang tay cho một doanh nhân người Việt tên là Phạm Đình Nguyên với mức giá 900.000 USD.
Theo ông Nguyên thì việc ở hữu một thị trấn như Buford là bàn đạp về mặt tinh thần để xuất khẩu sang thị trường Mỹ những thương hiệu Việt Nam. Đồng thời cũng là cơ hội để giới thiệu những thương hiệu mới thuộc quyền sở hữu của họ.
Việc hai người Việt Nam mua đứt thị trấn đã được báo giới trên thế giới đua tin, Thông tin 2 người Việt Nam vừa mua đứt thị trấn nhỏ nhất nước Mỹ đang khiến báo giới quốc tế thực sự bất ngờ. Hầu hết các trang báo lớn tại Anh và Mỹ đều đăng tải sự kiện này tại các vị trí nổi bật. Hãng thông tấn CNN có bài viết " Thương nhân người Việt thâu tóm thị trấn nhỏ nhất nước Mỹ với giá 900.000 $. Theo ông Đặng Hùng Võ thì việc doanh nhân Phạm Đình Nguyên mua một thị trấn nhỏ với diện tích khoảng 4 ha tại Mỹ với giá gần 1 triệu USD là quá hời.